# Salón del Automóvil de Los Ángeles
El Salón del Automóvil de Los Ángeles (en inglés: Greater Los Angeles Auto Show) es un salón del automóvil que tiene lugar cada año en el Centro de Convenciones de Los Ángeles, Estados Unidos. El salón solía celebrarse en el mes de enero, a pocos días de diferencia del Salón del Automóvil de Detroit. En 2006 hubo dos ediciones: una en enero y la otra en noviembre, esta última denominada "100º Aniversario". A partir de 2007, el Salón de Los Ángeles tiene lugar en noviembre.
La Organización Internacional de Constructores de Automóviles reconoció oficialmente la edición de noviembre de 2006, y lo hizo con la de 2009. Ningún otro salón estadounidense aparte del de Detroit recibió ese reconocimiento.[cita requerida]